# 문학나무
문학나무는 대한민국의 문학전문지 출판사이다. 2000년 9월 이문구, 황충상이 계간 《문학나무》를 창립함으로써 시작되어 오늘에 이르렀다.

## 개요
계간 《문학나무》는 2000년 9월에 이문구, 황충상 작가가 창립하고, 2001년 여름 창간호부터 발표 지면이 적은 신진 작가들에게 발표 기회를 주자는 취지로 만들어진 종합문예지이다. 이어서 2005년부터 2015년까지 《젊은 소설》, 《젊은 시》를 발행함으로써 당해년 가장 평가받는 젊은 작가들 작품을 주목받게 했다. 이때 선정된 소설가는 한유주, 김애란, 황정은, 윤이형, 김금희, 김엄지, 박솔뫼, 손보미, 김희선, 정세랑, 채영신 등이며 시인은 김상혁, 주하림, 박성준, 백상웅, 이선욱등 현재 활발하게 활동하는 현역 작가들이다.  
2003년 2월에 이문구가 타계함으로써 황충상, 윤후명 작가를 주축으로 김종회, 이승하, 곽효환, 편집위원이 《문학나무》를 이끌고 있으며 2013년부터 스마트소설박인성문학상을 제정, 스마트소설의 대중화에 앞장서고 있다. 또한 2020년부터 ‘황순원문학촌 소나기마을’ 과 연계해 ‘황순원 스마트소설상’ ‘이병주 기념사업회’와 더불어 ‘이병주 스마트소설상’을 제정하여 상을 수여함으로써 스마트소설 보급화와 대중화를 펼치고 있다.

## 문학상
- 스마트소설 박인성문학상
- 황순원 스마트소설상
- 이병주 스마트소설상

### 스마트소설 박인성문학상
- 2013년 1회 주수자 <거짓말이야, 거짓말>
- 2014년 2회 양진채 <구멍>
- 2015년 3회 김엄지 <휴가>
- 2016년 4회 김상혁 <1859~1999>
- 2017년 5회 윤해서 <정전>
- 2018년 6회 곽정효 <주애보의 무지개>
- 2019년 7회 안영실 <어떤 신화>
- 2020년 8회 문서정 <목욕>
- 2021년 당선자 없음
- 2022년 10회 정태언 <조인의 꿈>
- 2023년 11회 허택 <코로나 사이드 이펙트>

### 황순원 스마트소설상
- 2020년 1회
  - 대상 한성규 <지하철 안에 내리는 소나기>
  - 금상 박소이 <이상기후>
  - 은상 박성식 <유리창에 갇힌 폭우>
  - 동상 박민채 <운인>
- 2021년 2회
  - 대상 이혜령 <데이터 센터의 유령>
  - 금상 김경해 <떠도는 말>
  - 은상 강지원 <올바른 방법>
  - 동상 김낙봉 <비와 주먹밥>

- 2022년 3회
  - 대상 김지원 <지식의 나무>
  - 금상 조재윤<거기가 아닌 여기>
  - 은상, 박아름 <구제>
  - 동상, 이보리 <몽당연필>
- 2023년 4회
  - 대상 김태준 <침수>
  - 금상 박주찬 <낙하>
  - 은상 홍세은 <Zero 풀 죽은 것들>
  - 동상 고가람 <비>

### 이병주 스마트소설상
- 2020년 1회
  - 대상 이춘 <알파벳‘B’>
  - 금상 김완수 <칠선계곡에서 만난 사람>
  - 은상 황예원 <아빠와 사이좋게 지내는 완벽한 방법>
  - 동상 조유영 <시바리>
- 2021년 2회
  - 대상 정지우 <고양이가 하늘에서 떨어진다>
  - 금상 최형심 <혀>
  - 은상 강민준 <소돔의 유령>
  - 동상 이채산 <이순신이 여기 있다>
- 2022년 3회
  - 대상 이봉화 <증명사진>
  - 금상 김생의 <정오>
  - 은상 강이나 <하나의 신호>
  - 동상 김혜진 <거울속의 거울>
- 2023년 4회
  - 대상 김태라 <사람의 아들>
  - 금상 김금비 <이것은 소세지가 아니다>
  - 은상 박성수 <새해 아침>
  - 동상 서효봉 <노인성>

## 출판된 책
문학나무는 현재 다양한 형식과 방법으로 스마트소설을 실험하고 있으며 스마트소설집 출간을 주력으로 한다. 대표서적으로는 프란츠 카프카, 버지니아 울프, 오스카 와일드, 사키 등의 작품을 모아 엮은《세계명작스마트》, 한국을 대표하는 11명의 작가가 재탄생 시킨 황순원의 소나기 이야기, <소나기 그리고 소나기> ,  황충상의 명상스마트소설《푸른 돌의 말》, 순수 스마트소설인 양진채의《달로 간 자전거》, 주수자의 《빗소리 몽환도》, 백성의《번트사인》, 화가의 그림과 소설을 콜라보한 김주욱의《그림이 내게 와서 소설이 되었다》, 팬의 시선으로 창작된 예술가의 이야기인 신중선의 《문학으로 덕질하다》, 7인의 작가가 쓴 스마트소설 공동창작집 《네 여자 세 남자》등이 있다.